# Kalabasa

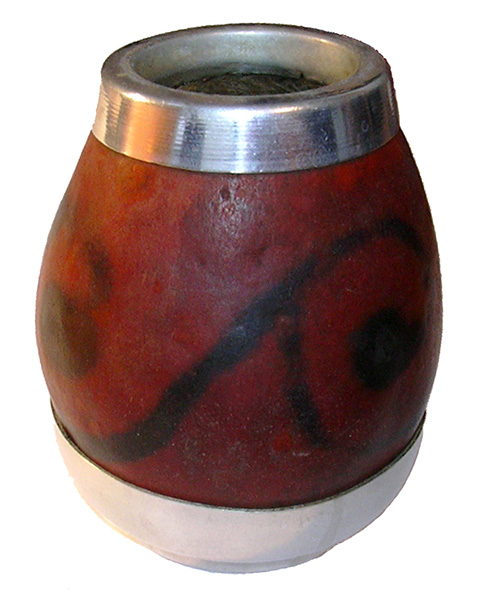
Kalabasa

Kalabasa, kalebasa – zewnętrzna, zdrewniała część owoców tykwy lub dzbaniwa używana powszechnie w tropikach do wytwarzania naczyń, które uzyskuje się z przekrojonych lub uformowanych w tym celu owoców. Naczynia te są wykorzystywane do przenoszenia i przechowywania wody i żywności. Przechowuje się w nich często wino palmowe, ponieważ tykwy są odporne na termity. Wykonuje się z nich również instrumenty muzyczne, łyżki, maski, pudełka na biżuterię i ubrania. Służą też jako pudła rezonansowe wielu instrumentów muzycznych, między innymi chordofonów szarpanych (np. kora), afrykańskich marimb, balafonów, bębnów i grzechotek.